# Cycle (véhicule)
Pour les articles homonymes, voir cycle.
 (avril 2018).
 (avril 2018).
Si vous disposez d'ouvrages ou d'articles de référence ou si vous connaissez des sites web de qualité traitant du thème abordé ici, merci de compléter l'article en donnant les références utiles à sa vérifiabilité et en les liant à la section « Notes et références ».
Le terme cycle désigne en Belgique, en France et en Suisse tous les véhicules sans moteur ayant deux roues ou plus, comme les bicyclettes, les tricycles, les vélomobiles, les quadricycles (par exemple les rosalies), à propulsion humaine, c'est-à-dire un moyen de locomotion mu par l'unique force musculaire du conducteur et/ou ses passagers.
Le monocycle, qui par définition ne possède qu'une seule roue, n'entre pas dans cette catégorie, et les monocyclistes sont donc considérés comme piétons. Les vélos à assistance électriques ne sont donc pas non plus des cycles aux termes de cette définition.

## Définitions

### Belgique
Article 2 du code de la route belge :

« 2.15.1. Le terme « cycle » désigne tout véhicule à deux roues ou plus, propulsé à l'aide de pédales ou de manivelles par un ou plusieurs de ses occupants et non pourvu d'un moteur, tel une bicyclette, un tricycle ou un quadricycle.
L'adjonction d'un moteur électrique d'appoint d'une puissance nominale continue maximale de 0,25 kW, dont l'alimentation est réduite progressivement et finalement interrompue lorsque le véhicule atteint la vitesse de 25 km/h, ou plus tôt si le conducteur arrête de pédaler, ne modifie pas la classification de l'engin comme cycle.
Le cycle non monté n'est pas considéré comme un véhicule.
Les tricycles et les quadricycles d’une largeur maximale d’un mètre sont assimilés aux cycles. »

### France
Article R. 311-1 du code de la route français :

« 6-10. Cycle : véhicule ayant au moins deux roues et propulsé exclusivement par l'énergie musculaire des personnes se trouvant sur ce véhicule, notamment à l'aide de pédales ou de manivelles.
6-11. Cycle à pédalage assisté : cycle équipé d'un moteur auxiliaire électrique d'une puissance nominale continue maximale de 0,25 kilowatt, dont l'alimentation est réduite progressivement et finalement interrompue lorsque le véhicule atteint une vitesse de 25 km/h, ou plus tôt si le cycliste arrête de pédaler. »

### Suisse
Ordonnance concernant les exigences techniques requises pour les véhicules routiers :

« Art. 24 Cycles et vélos d’enfants :
1. Les « cycles » sont des véhicules à deux roues au moins, entraînés exclusivement par la force transmise à des mécanismes par les personnes se trouvant sur lesdits véhicules. Les vélos d’enfants et les fauteuils roulants ne sont pas considérés comme des cycles. »

## Circulation sur voie publique
Un cycle est considéré comme véhicule à part entière, sans moteur et non soumis à immatriculation. Le conducteur d'un cycle est donc tenu de respecter le code de la route comme n'importe quel autre usager.
Toutefois, lorsqu'un usager marche en poussant son cycle, l'ensemble est alors considéré comme piéton.

## Âge, permis, assurance
En France comme dans la majorité des pays du globe, aucun permis n'est requis pour conduire un cycle sur la voie publique, même en cas de déchéance du droit de conduire tout véhicule terrestre à moteur.
De même, la législation n'impose pas d'âge minimum. Toutefois, la prévention routière préconise un âge minimum de 10, voire 12 ans, avant de laisser un enfant circuler seul sur la voie publique.
En matière d'assurance, la responsabilité civile incluse dans l'assurance habitation (ou dans la licence cycliste sportif) suffisent.

## Code de la route applicable aux cycles
Comme tout conducteur de véhicule, motorisé ou non, les conducteurs de cycles doivent se conformer au code de la route.

### Dispositions principales
- Circulation sur les trottoirs interdite, sauf si le conducteur pousse son cycle en marchant, ou si le cycliste est âgé de moins de 8 ans.
- Circulation sur le côté droit de la chaussée, dans le sens de la circulation, à environ 1 à 1,5 m du bas-côté ou du trottoir (ou file de voitures en stationnement), sans constituer une entrave pour les autres usagers, qui doivent pouvoir dépasser les cycles facilement.
- Obligation, pour les bicyclettes sans remorques ni side-cars d'emprunter les pistes ou bandes cyclables obligatoire (matérialisés par un panneau rond). Les tricycles, quadricycles, bicycles avec remorques ou side-cars doivent rester sur la chaussée.
- Tout véhicule souhaitant dépasser un cycle doit respecter un intervalle d'au moins 1 m en agglomération et 1,5 m hors agglomération.
- Respects impératifs des feux, stops, giratoires, priorités à droite, sens interdits, etc.
- Dépassement par la droite interdit sauf si l'usager qui précède a manifesté son intention de tourner à gauche.
- Remontée de files par la gauche autorisée si le cycle peut se replacer à droite sans gêner les autres usagers.
- Circulation sur autoroute et routes pour automobiles interdite.
- Usage du téléphone portable tenu en main interdit.
- Signaler tout changement de direction avec le bras.
- À l'exception des chemins privés, la circulation sur sentiers de forêts, routes ou chemins interdits aux véhicules terrestre à moteur reste autorisée aux cycles, sauf signalisation contraire (panneaux « circulation interdite », « chemin piétonnier », « piste cavalière », etc.).

Toute infraction commise avec un cycle est passible des mêmes peines que si elles avaient été commise avec une voiture ou moto (exception faite du retrait de points sur le permis).

### Circulation à deux de front
Article R431-7 du code de la route français :
Les conducteurs de cycles à deux roues sans remorque ni side-car ne doivent jamais rouler à plus de deux de front sur la chaussée. Ils doivent se mettre en file simple dès la chute du jour et dans tous les cas où les conditions de la circulation l’exigent, notamment lorsqu’un véhicule voulant les dépasser annonce son approche. 
Le fait, pour tout conducteur, de contrevenir aux dispositions du présent article est puni de l’amende prévue pour les contraventions de la deuxième classe (35 €).
La circulation à deux de front à bicyclette est donc permise dans certains cas, notamment de jour, en agglomération et en l'absence d'autres usagers. Dans tous les autres cas, la circulation en file indienne est obligatoire.

### Couloirs de bus
Les bicyclettes sans remorque ni side-car peuvent emprunter les couloirs réservés aux bus si un panneau ou panonceau routier les y autorise, ou bien si un symbole représentant un cycliste est matérialisé sur le sol.
L'ouverture des couloirs de bus aux cyclistes a permis de réduire le nombre d'accidents. Ceux-ci sont confrontés à une circulation moindre et les conducteurs de bus sont des professionnels. Les cyclistes s'y sentent en meilleure sécurité. Mais des cas d'accidents mortels entre bus et cyclistes sont encore à déplorer.
À Paris comme dans de nombreuses villes en France, les couloirs de bus sont généralement autorisés aux cyclistes.

### Équipements obligatoire
Même sur un cycle, des équipements de sécurité sont obligatoires en France :
- Frein avant et arrière en bon état de marche ;
- 1 feu de position à l'avant, blanc ou jaune, éclairant sans être éblouissant. 2 feux avant blanc ou jaunes pour les tricycles et quadricycles de plus de 1,3 m de large ;
- 1 feu de position arrière rouge, ou 2 feux de position arrière rouge pour les tricycles et quadricycles de plus de 1,3 m de large ;
- Catadioptre réfléchissant blanc à l'avant et rouge à l'arrière ;
- Catadioptre réfléchissant orange sur les pédales ;
- Catadioptre réfléchissant orange visible latéralement ;
- Gilet rétro réfléchissant obligatoire pour la conduite de nuit hors agglomération, pour le conducteur et tous les passagers ;
- Signalisation sonore type grelot ou timbre audible à 50 m minimum.

### Équipements complémentaires
- Casque pour les cyclistes, équipement facultatif en France pour les cyclistes de douze ans et plus
- Rétroviseur
- Écarteur orange, à placer sur la roue ou le porte bagage afin d'inviter les automobilistes à garder leurs distances lors de leurs dépassement
- Porte-bagage
- Plaque d'identification avec nom et adresse du propriétaire

## Impact sur le permis de conduire en cas d'infraction grave avec un cycle
Les infractions graves  — par exemple : feux grillé, conduite en état d'ébriété ou sous l'emprise de stupéfiant, etc. — commises avec un cycle peuvent entrainer une suspension ou annulation du permis de conduire si celle-ci est prévue par le code de la route, ou l'interdiction de demander la délivrance d'un permis de conduire pour ceux qui ne l'ont pas.
En cas de contrôle en état d'ébriété sur un cycle, le conducteur encourt les mêmes peines que s'il conduisait une voiture (passage au tribunal, lourde amende, immobilisation du cycle, retrait de permis).
Toutefois, aucun point ne peut être retiré en cas d'infraction commise avec un cycle ou cyclomoteur (ou tout autre type de véhicule sans permis). Le code de la route précise que le retrait de point ne peut être effectué que si l'infraction a été commise avec un véhicule dont la conduite nécessite le permis de conduire.